# أييوس ماماس (هالكيديكي)
أييوس ماماس (Άγιος Μάμας) هي مدينة في هالكيديكي في مقاطعة فوريا إلادا في اليونان.
يبلغ عدد سكانها حوالي 891   نسمة.